# Сигер, Сара
Сара Сигер (Сиджер) (Sara Seager; род. 21 июля 1971, Торонто, Канада) — американский астрофизик и планетолог канадского происхождения. Профессор Массачусетского технологического института, член Национальной академии наук США (2015) и Американского философского общества (2018).

## Биография

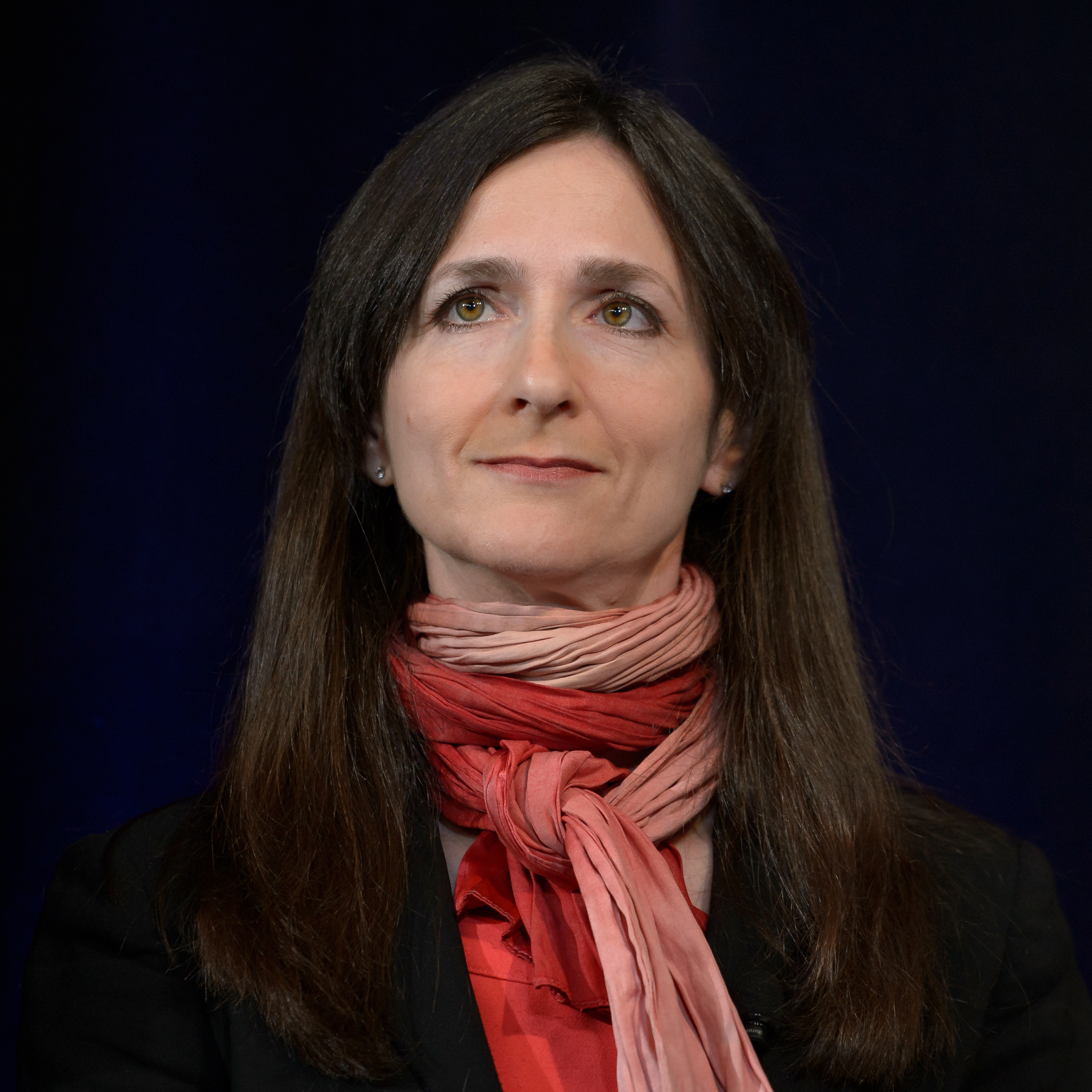
Сигер на брифинге в штаб-квартире НАСА в Вашингтоне 22 февраля 2017 года, посвящённом открытию планетной системы TRAPPIST-1.

Родилась в 1971 году в Торонто, в еврейской семье Дэвида Сигера, одного из пионеров в области трансплантации волос. Там же окончила Jarvis Collegiate Institute. Окончила Торонский университет (бакалавр математики и физики), где училась в 1990—1994 годах. В 1999 году получила степень доктора философии по астрономии в Гарвардском университете, занимавшись там для этого с 1994 года, под началом Dimitar Sasselov. Затем в том же 1999 году поступила в качестве постдока в Институт перспективных исследований в Принстоне к Джону Бакалу, состояла там по 2002 год. С 2002 по 2006 год старший научный сотрудник Института Карнеги. С 2007 года в Массачусетском технологическом институте, первоначально ассистент- и ассоциированный профессор, с 2010 года профессор, с 2012 года именной (Class of 1941 Professor). Входит в консультативный совет Planetary Resources. Гражданка США с 2010 года.
Фелло Американской ассоциации содействия развитию науки (2012), почётный член Royal Astronomical Society of Canada (2013). В 2020 году была избрана членом-корреспондентом Американского астрономического общества. 
Автор Exoplanet Atmospheres и Exoplanets (обе — 2010).
Замужем за Чарльзом Дэрроу, двое сыновей от первого брака. Её первый супруг, Майкл Веврик, умер от рака в 2011 году. 

## Академические исследования
Исследования Сигер в первую очередь направлены на открытие и изучение экзопланет; в частности, вокруг аналогов Земли, из-за чего НАСА окрестило её «астрономическим Индианой Джонсом». Сигер использовала термин «газовый карлик» для обозначения массивной планеты типа суперземли, состоящей в основном из водорода и гелия, в анимации одной из моделей экзопланеты Gliese 581c. Вместе с Марком Кюхнером предсказала существование углеродных планет. 
Сигер была председателем группы НАСА для предлагаемой миссии «Starshade» по запуску затмевающего диска для блокировки света от далёких звёзд и различенияя экзопланет, потенциально расположенных в обитаемой зоне звезды. С 2020 года Сара сосредоточилась на потенциальном открытии в верхних слоях атмосферы Венеры биосигнатурного газа фосфина (включая проект Venus Life Finder).

## Награды и отличия
- Bok Prize Гарвардского университета (2004)
- Называлась в «Бриллиантовой десятке» 2006 года журнала Popular Science[7]
- Премия Хелены Уорнер Американского астрономического общества (2007)
- Называлась в числе Best 20 under 40 по версии Discover (2008)
- Называлась в Nature's 10[англ.] (2011)
- Sackler-Preis[нем.] (2012)
- Time Magazine’s 25 Most Influential in Space (2012)
- Стипендия Мак-Артура (2013)[8]
- Los Angeles Times Book Prize[англ.] (2020)
- Magellanic Premium (2021)